# Out Hud
Out Hud war eine US-amerikanische Band, die 1996 in Kalifornien gegründet wurde. Später ist die Band nach New York umgezogen. Die Band war mit Cello (Molly Schlick), Bass (Tyler Pope), Gitarre (Nic Offer) und Schlagzeug (Phyllis Forbes) besetzt. Zur Band gehörte auch Justin Vandervolgen, der das Mischpult bediente. Pope, Offer und Vandervolgen gehörten auch der Band !!! an. Ihre erste Single, Guilty Party, erschien 1997 unter dem Label Red Alert Works. Zuletzt produzierte die Band unter dem Label Kranky. In Deutschland erschien eine Lizenzproduktion bei K7 Records.
In ihrem letzten Album, Let Us Never Speak Of It Again, tendiert Out Hut in Richtung Tech House. Phyllis Forbes übernimmt den Gesang, während ihre ursprüngliche Rolle als Schlagzeugerin von einem Drumcomputer übernommen wird.

## Diskografie
- Guilty Party, 1997
- Natural Selection, 1997
- GSL/LAB SERIES VOL. 2, gemeinsam mit !!!, 1999
- The First Single of the New Millennium, 2000
- S.T.R.E.E.T. D.A.D., 2002
- One Life to Leave, 2005
- It's For You, 2005
- Let Us Never Speak Of It Again, 2005